# Црква Светих Петра и Павла у Зарожју
Црква Светих Петра и Павла у Зарожју, насељеном месту на територији општине Бајина Башта, припада Епархији жичкој Српске православне цркве.
Цркву посвећена Светим апостолима Петру и Павлу, подигнута је периоду од 1990. до 1939. године у делу села названом Пашина Раван, непосредно поред школе и магистралног пута Бајина Башта—Ваљево. 
Храм је освештао на Петровдан (12. јул) 1993. године епископ жички Стефан.